# 7171 Arthurkraus
7171 Arthurkraus (1988 AT1) là một tiểu hành tinh vành đai chính được phát hiện ngày 13 tháng 1 năm 1988 bởi A. Mrkos ở Klet.